# Bataille de Changping
La bataille de Changping, en -260, s'achève sur une victoire décisive de l'État de Qin sur l'État de Zhao durant la période des Royaumes combattants.

## L’invasion du Han
L'état de Qin envahit Han en -265, avec l'intention d'annexer la province de Shangdang (dans la province actuelle de Shanxi) en coupant l'ensemble de ses communications avec le reste de Han. L'armée de Qin pénétra dans le territoire de Han et les principales voies de communications et forteresses le long des montagnes Taiheng furent prises en quatre années. Shangdang fut complètement isolé du reste de Han, et était sur le point de tomber.
Han, en désespoir de cause, décida de donner le Shangdang au royaume voisin Zhao. Contre l'avis de ses conseillers, qui croyaient que cela amènerait le désastre sur son royaume, le roi Xiaoxing accepta le territoire. Il envoya alors Lian Po pour gérer la menace représentée par Qin. Les deux armées, comptant en tout plus d'un million d'hommes, se rencontrèrent à Changping en -262. L'armée de Qin, dirigée par Wang He faisait face à celle de Zhao, menée par Lian Po.
Lian Po, après avoir étudié les formations de Qin et avoir subi plusieurs défaites mineures, décida que le seul moyen pour arrêter leurs attaques était la patience. Il construisit plusieurs forteresses et campa, attendant que l'armée ennemie parte. Malgré ceci, l'armée de Qin parvint à forcer les lignes Zhao. Néanmoins, ils ne disposaient pas de la puissance ou des ressources nécessaires pour venir à bout définitivement de l'armée de Zhao, et la bataille tourna rapidement à l'impasse, durant plus de trois ans.

## Le tournant de l’affrontement
Qin n'avait pas l'intention d'abandonner. Des espions furent envoyés dans les royaumes Han et Zhao pour répandre la rumeur que Lian Po était trop peureux et vieux pour mener des batailles. Le roi, entendant cela, décida de révoquer Lian Po et de le remplacer par Zhao Kuo, le fils d'un autre général célèbre, Zhao She. Dans le même temps, Qin remplaça Wang He par le général renommé Bai Qi.
La légende dit que sur son lit de mort, Zhao She dit à sa femme de ne jamais laisser Zhao Kuo commander une armée. Ainsi la femme de Zhao She, en entendant la nomination de Zhao Kuo comme général, vint voir le roi de Zhao et son ministre Lin Xiangru et tenta de les persuader de renoncer à cette nomination, ce que le roi refusa.
Quand Zhao Kuo prit le commandement en juillet de l'année -260, il ordonna à son armée de lancer une invasion du camp de Qin. Ces derniers feignirent une retraite et dans le même temps préparaient 25 000 hommes afin de bloquer la retraite de l'armée de Zhao. Lorsque Zhao Kuo ordonna l'assaut de la forteresse de Qin, 5 000 hommes de Qin prirent celle de Zhao. Privées de leur base, les forces de Zhao construisirent un nouveau camp sur une colline, se préparant à résister.
Lorsque le roi du Qin entendit la nouvelle, il accourut au Henei (près de la province du Shaanxi) et ordonna que tous les hommes de plus de quinze ans fournissent toute l'assistance qu'ils pouvaient pour bloquer les renforts et l'approvisionnement en nourriture du Zhao. Les États du Qi et du Yan arrivaient à l'aide du Zhao, et il ne fallait pas perdre de temps.
Le campement Zhao fut donc assiégé durant 46 jours. En septembre, affamés et assoiffés, les forces Zhao firent deux sorties désespérées dirigées par Zhao Kuo. Il fut tué par les archers Qin, et son armée défaite.

## La fin d'une bataille mémorable
La légende dit que Bai Qi laissa en liberté seulement 240 des plus jeunes soldats Zhao. Le reste, comprenant plus de 400 000 prisonniers de guerre Zhao, fut enterré vivant. Au total, Zhao perdit plus de 450 000 soldats et Qin la moitié de son armée. Les quatre années de batailles laissèrent les deux pays exsangues, mais, au contraire de Zhao, Qin se reconstruisit rapidement.
Avec cette victoire, Qin avait établi sa supériorité militaire sur les autres États. Plusieurs autres campagnes suivirent, notamment pour permettre la conquête de Chu. Néanmoins, quelle que soit l'ampleur de l'effusion de sang, la victoire finale de Qin était garantie.

## Dans la culture populaire
Cette bataille est mise en scène dans le manga Kingdom de Yasuhisa Hara et plus particulièrement l'évènement où les 400 000 prisonniers de guerre de Zhao sont enterrés vivants.